# Giovanni Messe
Giovanni Messe (Mesagne, 10 de desembre de 1883 – Roma, 18 de desembre de 1968) va ser un general i polític italià.

Va ser un dels generals italians més famosos durant la Segona Guerra Mundial, aconseguint el rang de Mariscal d'Itàlia i ocupant, en el període 1944-1945, el càrrec de Cap de l'Estat Major.
Era un excel·lent oficial, també considerat pels angloamericans; considerat per molts com el millor general italià durant la Segona Guerra Mundial. Monàrquic devot, va ser membre del parlament de la República de 1953 a 1968.

## Biografia
| «               | Si hagués escrit la seva autobiografia, Messe hauria pogut explicar la història militar italiana de la primera meitat del segle xx | » |
| — Sergio Romano | |   |

### Inicis i Primera Guerra Mundial
Giovanni Messe va entrar al servei com a sergent estudiant voluntari a l'exèrcit el 1901. El 30 de juny de 1903 va obtenir el grau de sergent i va ser enviat a la Xina fins al 1905. El 31 d'octubre de 1908 va ser admès a l'Acadèmia Militar de Mòdena i el 10 de setembre de 1910 va ser ascendit a sotstinent.
Enviat a Líbia en el marc de la guerra italo-turca, va participar en diversos enfrontaments a la zona de Trípoli on va obtenir les seves primeres condecoracions en el camp, però va ser repatriat el setembre de 1912 per motius de salut. Després de recuperar-se i ser ascendit a tinent, el 1913 va ser destinat al III Batalló del 84è Regiment d'Infanteria estacionat a Líbia. Ascendit a capità el 17 de novembre de 1915, Messe va ser repatriat a finals de 1916 per participar en la Primera Guerra Mundial al front italià.
Durant la Primera Guerra Mundial Messe va lluitar al 57è Batalló Abruzzi i amb diverses unitats d'arditi, inclosa la IX Unitat d'Assalt, que va comandar a Monte Grappa, distingint-se en la conquesta del Col Moschin i sent ferit dues vegades. Va ser proposat per a la medalla d'or al valor militar, rebent la seva tercera medalla de plata al valor militar per les gestes d'armes al Mont Asolone, i va obtenir dues promocions (a major i tinent coronel) per «mèrit de guerra» .

### Postguerra
Després de la guerra, el 3 de juny de 1919 va ser iniciat a la maçoneria a la Lògia Michelangiolo de Florència el 1919, i va ser destinat al dipòsit de Pàdua que va deixar per participar en les operacions a Albània el 1920, quan aquesta nació va intentar independitzar-se del protectorat italià d'Albània. Tornat a Itàlia el 1923, va ser nomenat ajudant de camp efectiu del sobirà Víctor Manuel III. Després de quatre anys va ser ascendit a coronel i va fer d'ajudant de camp honorari.
Messe va obtenir el comandament del 9è Regiment Bersaglieri que va mantenir fins al 16 de setembre de 1935, quan va rebre el comandament designat de la 3a Brigada de Cavalleria de Verona. Després de ser ascendit a general de brigada va obtenir el comandament efectiu de la brigada de Cavalleria i posteriorment va ser nomenat comandant adjunt de la divisió Cosseria amb la qual va participar en les últimes etapes de la campanya a l'Àfrica oriental durant la conquesta d'Etiòpia. Va tornar a Itàlia el 28 de setembre de 1936 i, després d'haver ocupat el càrrec d'inspector de les tropes ràpides durant un temps, va ser ascendit a general de divisió i comandant de la 3a Divisió de Cavalleria Principe Amedeo Duca d'Aosta (l'anterior Brigada de Velocitat a mentrestant es va reorganitzar com a divisió).
El març de 1939 Messe va ser nomenat comandant adjunt del cos expedicionari a Albània i va participar, en aquesta qualitat, en les operacions per a la conquesta del país, liderant la columna que va desembarcar a Durres, en el període immediatament anterior a l'esclat de la Segona Guerra Mundial.

### Segona Guerra Mundial
De tornada a Itàlia, va reprendre el comandament de la divisió de Cavalleria fins que finalment va abandonar-la després de l'inici de la campanya greco-albanesa on, a partir del 19 de desembre de 1940, sota el comandament del cos especial de l'exèrcit, va aconseguir contenir l'avanç enemic cap a Valona. Després de la fallida ofensiva de març de 1941, les tropes sota el seu comandament van participar en l'última fase de la campanya i, després de l'armistici d'abril amb Grècia, van ser assignades a la zona d'Atenes.
Els excel·lents resultats obtinguts en el període desembre 1940 - abril 1941 li van valer la promoció per "mèrit de guerra" a general de cos d'exèrcit.

#### Al comandament del CSIR
vegeu també: Campanya italiana a Rússia.
Tornant a Itàlia al juny, el 14 de juliol de 1941 Messe va obtenir el comandament del Cos Expedicionari Italià a Rússia, substituint a Viena el comandant designat que va caure malalt, el general Francesco Zingales, amb qui va emprendre l'avanç a Rússia entre el riu Dnieper i el Don.
Aquest cos d'exèrcit comptava amb uns 62.000 homes en tres divisions ("Celere", "Pasubio" i "Torino"), les últimes a peu tot i ser qualificades com "motoritzades") i la 63a Legió CC.NN. d'Assalt Tagliamento, uns 2.000 homes sota el comandament del cònsol Niccolò Nicchiarelli. En total, Messe podia comptar amb 17 batallons de fusellers (12 d'infanteria, 3 de bersaglieri de motociclistes, 2 de camises negres), 7 batallons d'armes d'acompanyament, un batalló de sapadors, 14 companyies autònomes, 10 esquadrons de cavalleria (regiments "Savoia Cavalleria" i "Lancieri di Novara"), 4 esquadrons de tancs CV33 gairebé inútils, 24 grups d'artilleria, 10 batallons d'enginyers, un batalló químic i 12 seccions de carabinieri; també es va desplegar un contingent de la Regia Aeronautica (51 caces, 22 avions de reconeixement i 10 trimotors de transport Savoia-Marchetti SM81, aquests últims sovint representant un mitjà de reabastiment ràpid de les tropes al front deixant caure materials amb paracaigudes). Per tant, la força total era d'aproximadament entre 50.000 i 60.000 homes, 2.900 oficials, 4.600 animals, 220 peces d'artilleria i 5.500 vehicles, molts dels quals van ser requisats a empreses de transport públic. La insuficiència de l'equipament i mitjans del Reggio Esercito es va fer evident de seguida: l'armament personal estava format pel antic però robust fusell Carcano Mod. 91, la metralladora pesada Breda Mod. 37 i el morter 81 Mod. 35; mediocres eren, en canvi, les metralladores Breda Mod. 30 i Breda Mod. 5C que s'encallaven fàcilment, els morters Brixia Mod. 35 de 45 mm que disparaven bombes massa lleugeres i les granades de mà amb espoletes ineficaces a la neu i el fang. Les armes automàtiques individuals comparables al PPŠ-41 o al MP 40 eren totalment inexistents. La infanteria mancava de peces antitanc reals i el 47/32 Mod. 1935, un canó de flanqueig improvisat en el paper d'arma antitanc, va ser inútil contra els T-34 soviètics.
L'equipament d'hivern del cos d'exèrcit, tal com es queixava Messe, era insuficient i, si durant el primer hivern de la guerra el CSIR va ser subministrat a temps amb roba de llana adequada (tot i que era llana reciclada de menor qualitat que la nova), l'ARMIR va haver d'afrontar el segon hivern sense els pràctics abrics encoixinats que feien servir aliats i enemics, sense monos blancs per mimetitzar-se amb l'entorn (es van repartir només al batalló d'esquí alpí Monte Cervino) i sense calçat adequat: les botes amb tacs eren inadequades per al fang i la neu, no es podien encoixinar amb mitjons addicionals i els tacs afavorien la formació de gel. Durant el primer hivern hi va haver relativament pocs casos de congelació perquè els soldats passaven les nits en isbes o búnquers, però Messe va escriure immediatament que les tropes necessitaven calçat semblant al valenki, és a dir, botes de feltre altes i resistents que fossin fàcils de construir. Però la manca de flexibilitat dels comandaments i, probablement, els interessos dels proveïdors van fer que ni tan sols es tingués en compte la producció d'aquestes sabates i Roma només autoritzés la compra local de peces russes.

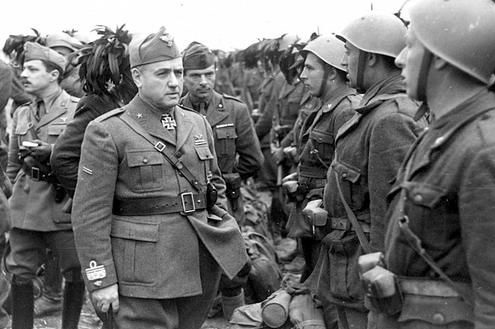
El general Messe inspecciona les seves tropes a Rússia

Les tropes dirigides per Messe van demostrar immediatament el seu valor, però també el seu insuficient subministrament de materials. Cridats a operar juntament amb les forces alemanyes amb la intenció de tallar el camí de la retirada soviètica, el 10 d'agost les avantguardes de la Pasubio sota el comandament del coronel Epifanio Chiaramonti, van avançar cap a Voznesensk i després cap a Pokrovka, malgrat el mal temps que va bloquejar la resta de la divisió. Marxant pel marge dret del Bug en direcció sud-est per tallar la retirada dels russos cap a la ciutat estratègica de Nikolaev, la "columna Chiaramonti" l'11 d'agost va entrar en contacte amb l'enemic a l'alçada de Yasnaja Polyana, on va tenir un dur combat amb els soviètics que finalment es van retirar. La batalla entre els rius Dnestr i Bug encara continuava quan, el 14 d'agost, el comandament del Grup d'Exèrcits Sud va decidir assignar les tropes italianes a la dependència directa del grup blindat de von Kleist per substituir la 5a Divisió Panzer-SS Wiking a Chigirin i altres guarnicions al llarg del Dnieper els dies següents (participant més tard en la breu lluita pel cap de pont de Dnepropetrovsk). Aquesta decisió va tenir conseqüències importants en el CSIR: el grup blindat era la punta de llança del Grup d'Exèrcits Sud i, per tant, el cos expedicionari italià es va trobar molt a prop del cor dels combats. Això demostrava que els alemanys no disposaven de suficients unitats d'infanteria ràpida i que, per tant, es veien obligats a demanar suport italià: Messe estava orgullós de poder participar en les principals batalles, però d'altra banda va ser conscient que a partir d'ara sobre hi hauria hagut el risc concret de participar en missions superiors a les seves forces. No obstant això, es va unir en una conversa amb el general von Kleist, l'objectiu del qual era la unió més enllà del Dnièper amb el 2. Panzerarmee del general Heinz Guderian i així completar l'encerclament de les línies russes a Kïiv. El general alemany Schobert va escriure a Messe els dies següents que la "Pasubio" havia "contribuït molt a l'acció victoriosa de l'11è Exèrcit". També cal recordar l'aportació tàcticoestratègica que els pontoners del geni militar italià van fer a aquesta batalla. Entrenats admirablement, els enginyers van construir ponts improvisats sobre el Dnièster, Bug i Dniéper sota l'intens foc enemic que havia aturat l'avanç alemany. De fet, tot i que el material subministrat no havia estat dissenyat per a la travessia de rius de l'amplada i capacitat dels russos, el IX batalló d'enginyers es va comportar tan hàbilment com per construir els ponts sobre el Dnièper amb un avançament considerable en el temps previst pels generals alemanys, la qual cosa li va valer particulars elogis del general Eberhard von Mackensen, que va dirigir les operacions.
La manca de mitjans motoritzats no va permetre als italians avançar de manera compacta i ràpida, per tant al principi només la "Pasubio" va avançar cap al Dnièper juntament amb el III Cos del 17. Armee, cobrint el seu flanc esquerre i deixant les unitats aliades lliures per avançar més a l'est. El comandament del cos expedicionari va intentar en tots els sentits conduir la "Celere" i la "Torino" fins al Dnièper, atès que el comandament alemany va demanar urgentment aquestes forces; el desig dels oficials italians de mostrar el potencial del Regio Esercito també va ser important, però les dues divisions només van seguir la "Pasubio" amb molta dificultat .
El 29 d'agost, Mussolini va volar a Uman, on va revisar les unitats italianes. En aquesta ocasió Messe va tenir una entrevista amb el Duce on li va informar del bon comportament de les tropes i va demanar l'enviament de més vehicles, queixant-se de l'escassetat de mitjans i materials per a l'hivern. El dictador va prometre que impulsaria els alemanys a respectar els acords: de fet s'havia estipulat un acord segons el qual la Wehrmacht es comprometia a subministrar al CSIR els requisits logístics, tot el requisit de combustible i part de l'equipament mèdic, aliments i material per al reforç de la guerra. Fins a la "batalla dels dos rius" tot s'havia fet segons els acords, però durant el trasllat al Dnièper el subministrament de combustible s'havia reduït a la meitat. Tenint en compte els milers de casos de congelació entre les tropes d'Albània i Grècia que Messe havia presenciat, probablement esperant amb raó poca ajuda dels aliats alemanys per als seus homes contra l'hivern rus, va contractar "traficants" romanesos, activà sotsoficials de la subsistència i adquirí al mercat negre cavalls, carros, trineus, pells i alguns vehicles.
El 6 de setembre, la 3a Divisió Ràpida del general Mario Marazzani va unir-se finalment a la "Pasubio" davant del Dnièper i la "Torino" va arribar la setmana següent, després de marxar ininterrompudament durant 1.300 quilòmetres. Finalment muntat, el CSIR va prendre posicions al llarg del front, en un tram d'uns 100 quilòmetres des de la confluència del Vorskla fins al cap de pont de Dnepropetrovsk, que després es va ampliar 50 quilòmetres més al sud de la ciutat. Les pors dels comandaments italians d'haver de participar en accions fora de l'abast es van materialitzar el 15 de setembre quan el CSIR, amb les tres divisions desplegades al Dnièper, va ser assignat per comandar la rereguarda del Grup d'Exèrcits Sud per defensar un gran front a la riba a l'oest del riu. Però només cinc dies després, el CSIR va tornar sota el comandament del grup blindat von Kleist i, entre el 28 i el 30 de setembre, va tenir l'oportunitat de dur a terme la seva primera operació de guerra autònoma, que va passar a la història com la "maniobra de Petrikovka". En la gran maniobra d'encerclament de Kíiv, el pla alemany preveia per als italians la tasca d'envoltar unitats russes situades entre el riu Orel' i el cap de pont de Dnepropetrovsk; per això es va decidir una maniobra de pinça que hauria d'haver convergit a la ciutat de Petrikovka. L'operació va ser íntegrament confiada al CSIR liderat per Messe, que va demostrar aquí tot el seu valor com a comandant, que ara també tenia la "Pasubio" de nou sota comandament italià. El matí del 28 de setembre, la "Torino" va atacar els soviètics per arribar a Obuchovka, trencant les línies enemigues de la 261a Divisió de Fusellers de la Guàrdia, mentre que la "Pasubio" atacava des de Caričanka i la "Celere" es dedicava a les operacions de neteja. En els tres dies que van tenir lloc les maniobres, el CSIR es va queixar de 87 morts, 190 ferits i 14 desapareguts però va capturar nombroses armes i animals i uns 10.000 presoners.

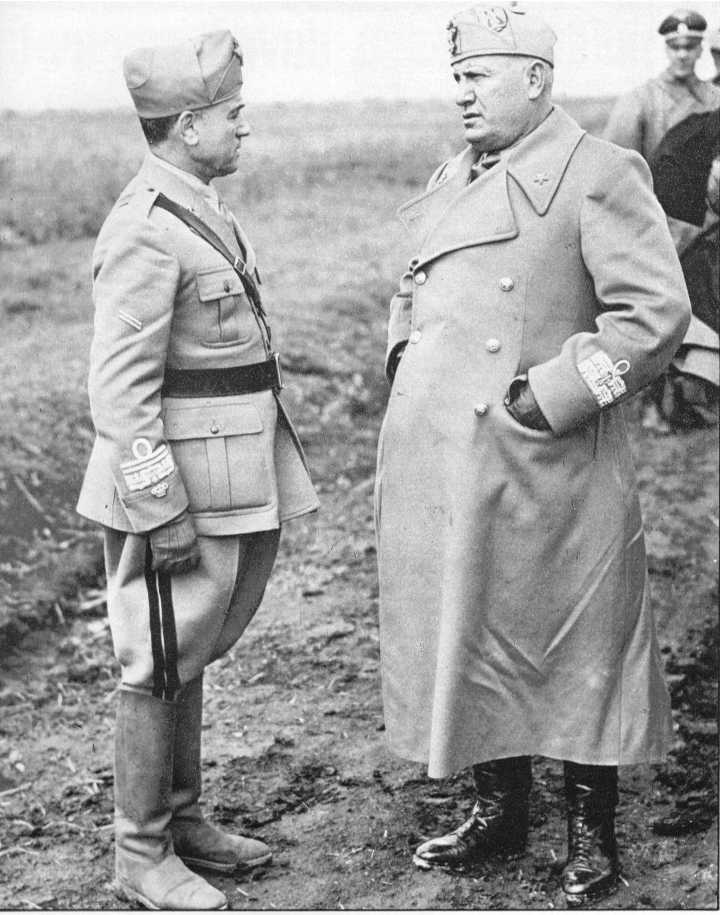
Messe amb Mussolini durant la seva visita a Rússia l'agost de 1941

Després de creuar el Dnièper, el cos blindat alemany va tenir la tasca d'arribar a la costa del mar d'Azov des del sud, avançar a l'est i conquerir Rostov-on-Don i el Donbass, un important centre per a la indústria bèl·lica soviètica. També en aquesta cojuntura el CSIR es va encarregar de cobrir el flanc esquerre de la gran unitat, però al mateix temps es preveia que les unitats italianes i les unitats del XLIX Cos d'Exèrcit de Muntanya alemany participarien activament en l'ofensiva al Donbass. Els departaments es van veure molt obstaculitzats per les fortes pluges i per les terres transformades en aiguamolls fangosos (fenomen conegut com a rasputiza), que va frenar la marxa de la infanteria i les columnes de subministrament motoritzades. A més, el progressiu desplaçament de les bases logístiques, combinat amb les dificultats creades per una xarxa ferroviària feble amb un ample diferent de l'europeu, va limitar molt les operacions dels invasors.
Com que els alemanys havien donat als italians l'ordre d'avançar cap a l'important centre ferroviari de Stàlino, el 4 d'octubre la "Celere" i la "Pasubio" van ser les primeres a moure's, precedits a l'avantguarda pel 3r Regiment de Bersaglieri i els "Lancieri de Novara". La formació va ser tancada per la "Torino", sempre a ritme de marxa. El dia 9, després d'haver eliminat el cap de pont d'Uljanovka, el CSIR va arribar al riu Volč'ja quan van caure les primeres neus i l'endemà els Bersaglieri i els homes de la 63a Legió "Tagliamento", juntament amb unitats alemanyes, van suprimir el cap de pont de Pont de Pavlograd. El 20 d'octubre els Bersaglieri van ocupar, doncs, el centre d'acer de Stalino i, al mateix temps, baixant del nord, la "Pasubio" va obrir el seu camí cap a la ciutat, lluitant contra les ferotges tropes soviètiques motoritzades. L'operació va acabar el 29 d'octubre, però a la primera quinzena de novembre els italians es van dedicar de nou a l'ocupació de Rikovo, Gorlovka i Nikitovka, centres industrials ferotgement defensats pels soviètics. Messe s'encarregava de totes aquestes accions coordinant-se amb els aliats alemanys.
Mentrestant, el CSIR va començar a consolidar les seves posicions, malgrat la tenaç resistència de l'Exèrcit Roig, per garantir la integritat dels flancs interns al 17è Exèrcit i al 1r Exèrcit Panzer; finalment el cos expedicionari italià va fer alguns atacs en inferioritat numèrica prop de Txazepetovka entre el 6 i el 14 de desembre. Els italians, dirigits per Messe (especialment la "Torino"), es van enfrontar al 95è Regiment de la Guàrdia, una formació especial de la NKVD, així com als esquadrons de cavalleria cosaca i als batallons d'infanteria siberiana. En acabar els combats, que van costar al CSIR 135 morts i més de 500 ferits, els italians van aconseguir tanmateix ocupar una línia avançada en forma de falç, força avantatjosa, entre Debàltseve i Rassypnое.
Mentre el CSIR instal·lava la seva base operativa a Stalino, Messe assegurava que els enginyers italians preparessin la seva zona d'ocupació amb habitatges i obres defensives en previsió del dur hivern. El 8 de desembre l'Alt Comandament alemany va anunciar que totes les operacions al front oriental estaven suspeses temporalment. L'Exèrcit Roig va aprofitar l'ocasió per desencadenar una violenta contraofensiva al llarg de tot el front, obligant a les tropes alemanyes a retrocedir uns 200 quilòmetres al sector central, mentre que al sector sud va portar a la reconquesta de Rostov. L'àrea frontal que tenien les forces italianes no va participar en l'ofensiva. Tanmateix, a la matinada del 25 de desembre, els russos van atacar el CSIR amb tres divisions, un cos de cavalleria i el suport d'artilleria i tancs: els italians, ajudats per dos regiments alemanys, van resistir amb tenacitat i Messe va mantenir el control de la situació, fent millor ús dels tancs alemanys enviats per ajudar; la "batalla de Nadal" va durar fins al 31 de desembre i va colpejar amb tota força el 3r Regiment de Bersaglieri i la Legió "Tagliamento". Un batalló de Bersaglieri va ser envoltat durant deu hores abans de poder retirar-se. Tanmateix, el CSIR va aconseguir reorganitzar-se i entre el 26 i el 28 de desembre les divisions "Pasubio" i "Celere", juntament amb un regiment i una formació panzer alemanya, van desencadenar la contraofensiva, que va permetre recuperar les posicions perdudes durant l'atac soviètic de Nadal (la batalla va costar 168 morts, 715 ferits i gairebé 210 desapareguts), en conseqüència Stalino va romandre en mans de l'Eix.
Amb aquest enfrontament va acabar la primera fase operativa del Cos Expedicionari Italià al front oriental i els homes es van preparar per afrontar l'hivern de la millor manera possible. Les unitats ho van superar força bé gràcies sobretot a l'amarga experiència realitzada durant la guerra al front greco-albanès, que va portar a Messe i als comandaments inferiors a cobrir les mancances amb la compra de roba d'hivern als exèrcits romanès i hongarès; també es comprava roba adequada al mercat negre. Finalment, l'exclusió, per manca de vehicles motoritzats i blindats, de les maniobres d'ampli abast d'exclusiva competència alemanya va beneficiar el CSIR. Les principals operacions van tenir lloc a la regió d'Izium (100 quilòmetres al nord de Gorlovka), on el comandament italià va satisfer les urgents peticions alemanyes només entre gener i juny de 1942, quan s'hi van enviar grups de combat tàctics reunits amb molta pressa, per garantir la seguretat de la rereguarda i dur a terme missions de seguretat insignificants. lluitant amb finalitats defensives i ofensives. De fet, a finals de gener el CSIR va haver d'ajudar les tropes alemanyes del 17è Exèrcit alemany en dificultats a la zona d'Izjum amb algunes unitats, on els soviètics havien trencat el front penetrant per la rereguarda durant uns cent quilòmetres.
Les divisions italianes eren inferiors a les alemanyes en potència de foc, mobilitat i comunicació; el nivell d'entrenament dels suboficials i de les tropes deixava molt a desitjar en comparació amb la mitjana alemanya, i els oficials no estaven acostumats als mètodes de comandament emprats pels alemanys. Tanmateix, observant el primer any de la guerra del CSIR a Rússia, l'estat major de la Kriegsmarine va assenyalar: «Tres divisions [italianes] estan emprades al tauler d'escacs rus i lluiten d'una manera lloable». El bon rendiment que van oferir les forces italianes també va ser gràcies a Messe que va saber motivar les tropes i alhora va aconseguir ser inflexible amb els subordinats que no van complir les seves expectatives, rebent també el reconeixement dels comandaments alemanys per això.
Durant l'hivern, Messe va treballar perquè el Cos Expedicionari pogués mantenir la posició conquerida a tota costa, insistint que es reorganitzés per poder participar amb èxit a les ofensives de 1942. El que preocupava al general no era tant el augment numèric de les seves tropes, però la millora de la seva eficiència bèl·lica: necessitaven artilleria pesada, vehicles, tancs i armes antitanc. Dues divisions noves (possiblement alpines) haurien de substituir les més gastades, per després ser reorganitzades en grans unitats motoritzades capaços de moure's ràpidament quan es reprenguessin les operacions. La precària situació al front, però, no va permetre ni la substitució de la 3a Divisió "Celere" (la més provada) i a més el que demanava Messe era difícil de trobar a Itàlia, sense oblidar els problemes relacionats amb el transport. A la primavera de 1942, la "Celere" es va convertir en una divisió motoritzada, els seus regiments de cavalleria es van combinar en un grup de cavalls, les tropes depenent directament del comandament del Cos d'Exèrcit van ser reforçades per un batalló d'Alpini seleccionats i es van prendre provisions per substituir els les pèrdues patides drenant homes de les dues divisions de camions. El comandament suprem italià va optar, doncs, per un compromís entre les peticions urgents de subministrament presentades per Messe i les necessitats derivades de la decisió de Mussolini d'augmentar considerablement l'esforç militar a Rússia.

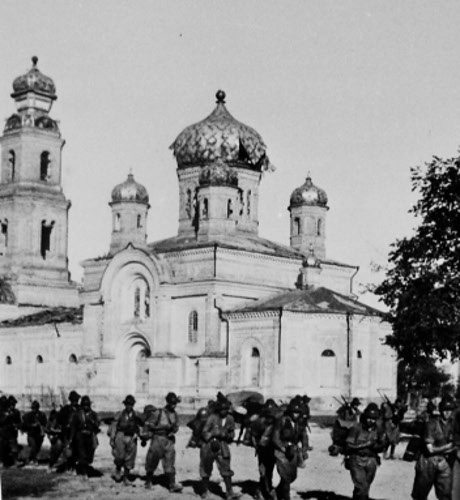
El Batalló Alpí "L'Aquila" passa per davant de l'Església de la Trinitat de Roven'ki durant la marxa cap al Don

El juliol de 1942 el CSIR va ser rebatejat com XXXV Cos d'Exèrcit i col·locat dins de l'ARMIR (Armata Italiana in Russia - Exèrcit italià a Rússia); Messe va mantenir el comandament del XXXV Cos fins al novembre de 1942, quan les diferències d'opinió amb el comandant de l'exèrcit, el general Italo Gariboldi, el van portar a demanar la seva repatriació.
La transició de CSIR a ARMIR va veure a Messe al centre de dues qüestions connectades però diferents que tenien una certa rellevància: la primera va ser el nomenament d'Italo Gariboldi, més que de Messe, com a comandant de l'exèrcit. El segon va ser la forta oposició de Messe a l'expansió de l'expedició.

Pel que fa al nomenament de Gariboldi, Messe inicialment semblava ser l'oficial més adequat per assumir aquest comandament, a causa de les seves habilitats militars i de l'experiència que acabava d'aconseguir. Però l'elecció va recaure en Gariboldi, oficialment perquè tenia "una estrella més", com a general del cos d'exèrcit amb nomenaments especials (mentre Messe era GCA i també acabat de nomenar); tanmateix, segons el que Ciano va escriure més prosaicament als seus diaris, «Cavallero volgué nomenar-lo per barrar el pas a Messe que començava a créixer massa en la consideració del Duce i del país. Cavallero és un fidel seguidor de la teoria que ensenya la decapitació de roselles massa altes. »

D'altra banda, pel que fa a les valoracions estratègiques de Messe, Sergio Romano informa que quan Mussolini va imposar l'enfortiment del CSIR i la seva transformació en ARMIR, Messe es va expressar de manera crítica, jutjant un greu error enviar un Cos de 'Armada amb "tan pocs" vehicles sobre quatre rodes". Segons Arrigo Petacco, Messe va anar a Roma el març de 1942 per invocar que el nombre d'ocupats no s'incrementés a 200.000, sinó que es mantingués en dues divisions (60.000 homes), limitant-se a alternar entre la Torino i l'esgotada Pasubio; Cavallero s'hi va oposar, segons informa l'escriptor, que ja era tard i que el Duce ja havia pres la seva.
Messe va romandre doncs al capdavant dels seus homes fins a la primera batalla defensiva del Don l'agost de 1942 on, després de la derrota de la divisió Sforzesca, va organitzar un contraatac per cobrir la seva retirada mentre les valentes càrregues dels regiments de cavalleria italians, en particular, l'acció de la cavalleria de Savoia a Isbuscenskij, va aconseguir el resultat de desorganitzar alguns batallons de fusells soviètics i frenar la concentració enemiga al cap de pont de Serafimòvitx Quan entre el 24 i el 26 d'agost la situació italiana semblava empitjorar, el comandament del Grup d'Exèrcits B va decidir confiar la direcció de les operacions al general alemany Hollidt, comandant del 17è Cos, a qui també estaven sotmeses les divisions del XXXV Cos italià. Aquesta decisió va aixecar immediatament les protestes del general Messe i va ser retirada al cap de 48 hores, després de moltes polèmiques i recriminacions entre les dues parts. Mentrestant, l'afluència de noves reserves (un batalló de bersaglieri i un regiment d'alpini de la 2a divisió alpina Tridentina) va permetre a les forces italianes evitar un desastre estratègic. La batalla va provocar, doncs, una greu crisi en les relacions entre italians i alemanys a causa de la greu derrota inicial dels Sforzesca i dels fenòmens de desintegració d'algunes unitats d'aquesta divisió. Els comandaments de la Wehrmacht, escèptics (com el mateix Hitler) sobre les capacitats del comandament i de les tropes italianes, consideraven essencial que intervinguessin les seves pròpies estructures de comandament per salvar la situació, sense preocupar-se per les reaccions dels generals italians. Això va provocar una pèrdua important de confiança mútua i de "fraternitat en armes" entre les potències de l'Eix. A més Messe, profundament irritat pel comportament alemany i també pels esmentats conflictes amb el general Gariboldi, demanà i obtingué un retorn a la seva terra natal i, per tant, abandonà el comandament del XXXV Cos d'Exèrcit.

#### Tunísia i la captivitat
Tornat a Itàlia a finals de 1942, va ser ascendit al grau de general d'exèrcit, i el 23 de gener de 1943 nomenat cap del Primer Exèrcit a Tunísia, es va comprometre, sota el comandament de Rommel, a la campanya de Tunísia i va assumir el comandament al febrer de 1943. Ciano es refereix a una entrevista que va mantenir a Messe l'endemà del seu nomenament, en la qual el general hauria definit el nou càrrec com el de "Comandant dels retrasats", queixant-se d'un nou "cop d'esquerra" de Cavallero que hauria el va enviar a cobrar una certa pèrdua, fins i tot de la seva reputació, i potser acabar presoner. També va ser nomenat formalment Governador general de Líbia, encara que els britànics havien entrat a Trípoli aquest mateix dia.
No obstant això, Messe va aconseguir de manera experta retardar la derrota de les tropes italo-alemanyes al nord d'Àfrica, obligant els enemics a defensar-se a la batalla de Médenine. Amb la caiguda del 5. Exèrcit alemany, Messe, encara que envoltat, va resistir responent a les invitacions de rendició que només es rendiria si a les seves tropes se li concedia l'honor de les armes; a més, va comunicar que no es rendiria als francesos, sinó només al Vuitè Exèrcit britànic (ja que el tracte als presoners per part dels francesos era considerat inhumà).
Amb la demolidora capitulació de von Arnim, comandant de les forces italo-alemanyes a la campanya de Tunísia, es va crear un impàs imprevisible en què les tropes italianes van resistir sense massa perspectives, envoltades de tropes aliades de molts contingents, esperant la concessió del honor de les armes que els adversaris no permetien. La situació va ser resolta per Mussolini, que va telegrafiar a Messe el 12 de maig de 1943: "Aturi la lluita. Vostè és nomenat Mariscal d'Itàlia. Honor a vos i als seus valents.". L'endemà, 13 de maig, les tropes italianes es van rendir i Messe va ser fet presoner pel general de l'exèrcit de Nova Zelanda Bernard Freyberg.
Es coneix un intercanvi de paraules sobre la trobada entre Messe i Freyberg, informat per Paolo Colacicchi, intèrpret oficial, i reprès per moltes fonts:
Freyberg : El mariscal és un feixista?
Messe (molt tranquil·l): Naturalment.
Freyberg (sorprès): Naturalment ? perquè
Messe : Perquè el rei a qui tinc l'honor de servir accepta un cap de govern feixista. Si el meu rei ho accepta, és clar que jo també ho accepto.
Freyberg : En canvi, els britànics estem decidits a eliminar el feixisme de la faç de la terra. Ho som tan naturals, o potser més que el vostre mariscal. Ara és la meva feina portar-te al general Montgomery. Si us plau segueixi'm
Traduït Messe (juntament amb el seu cap d'estat major, el general Mancinelli) en presència de Montgomery, aquest últim, que esperava haver capturat Rommel, quan el va veure preguntar "Qui és aquest?" després de la qual cosa va marxar sense acomiadar-se.
Després de la topada inicial, Montgomery va convidar Messe a la seva habitació. Allà hi va afegir una frase que va omplir Messe d'orgull: "Si hagués sabut que des de Mareth m'estava enfrontant a vos, hauria obtingut la seva fotografia".
Messe i altres oficials destacats van ser arrestats i portats a una vil·la, el camp núm. 4, a Wilton Park, Anglaterra, operat pel Servei Secret. Aquí van ser interrogats directament i sol·licitats per parlar, les seves converses van ser enregistrades per comprovar el seu estat d'ànim per seleccionar els soldats per ser retornats a Itàlia sota ordres aliades.

#### El retorn a Itàlia
Després del 8 de setembre de 1943, els britànics estaven convençuts de la lleialtat de Messe al rei i per aquest motiu el van enviar de tornada a Itàlia a la tardor de 1943. Entre els enregistraments secrets anglesos sembla que el juliol de 1943 Messe va dir:
| « | Som generosos, i en el fons no sabem com odiar. La nostra ànima està feta així, així que sempre he mantingut que no som un poble guerrer, un poble guerrer que odia". | » |

El cap del govern Badoglio li va proposar el càrrec quasi honorífic d'inspector general de l'Exèrcit, que Messe va rebutjar i després el rei el 18 de novembre el va nomenar cap d'estat major de l'exèrcit cobel·ligerant italià que va lluitar al costat dels aliats (els Estats Units, Anglaterra, França i la URSS) que va potenciar. Responsabilitat que també va mantenir amb el govern de Bonomi, deixant-la l'1 de maig de 1945.

### Post Segona Guerra Mundial
Va ser l'últim president del consell de l'Orde Militar de Savoia, a partir de l'1 de febrer de 1945, i, amb el canvi de nom, també va ser el primer de l'Orde Militar d'Itàlia fins a 1951
Després de la guerra, va romandre formalment al servei com a mariscal d'Itàlia. Va passar a reserva el 18 de gener de 1947 i es va retirar el 27 de març de 1947

### Parlamentari de la República
El 1953 va ser elegit senador de la República com a independent a la llista de la Democrazia Cristiana a la circumscripció de Bríndisi. Deixant la DC, va fundar la Unió de Combatents d'Itàlia el març de 1955, seguint a Achille Lauro en el grup parlamentari del Partit Monàrquic Popular el 1956 fins al final de la legislatura.
Primer dels no elegits el 1958 amb el Partit Democràtic Italià (nascut de la unió entre el Partit Nacional Monàrquic i el Partit Monàrquic Popular) a la circumscripció de Roma, l'abril de 1961 va ingressar a la Cambra dels Diputats a causa de la dimissió d'Achille Lauro, però va passar gairebé immediatament al Grup Mixt i a l'octubre al Partit Liberal Italià, en el qual va ser reelegit a les eleccions de 1963, romanent diputat fins al juny de 1968.
Giovanni Messe va morir el 18 de desembre de 1968, als 85 anys, i està enterrat al cementiri de Verano a Roma .

## Obres
- La mia armata in Tunisia, Come finì la guerra in Africa, Rizzoli Editore (Milano), Mursia, 2004. ISBN 88-425-3256-8
- La guerra al fronte russo, Rizzoli Editore (Milano), Mursia, 2005, ISBN 88-425-3348-3
- La guerra italo-turca

## Memòria
L'any 2006, el Centre de Gestió del Personal Militar de Roma va rebre el seu nom.

## Condecoracions
Gran Oficial de l'orde militar de Savoia - 8 de maig de 1943
 Comanador de l'orde militar de Savoia - 14 de març de 1942
 Oficial de l'orde militar de Savoia - 21 de setembre de 1939
 Cavaller de l'orde militar de Savoia - 9 de febrer de 1919
 Cavaller de l'orde de Vittorio Veneto
 Medalla de Plata al Valor Militar - 23 de maig de 1917
 Medalla de Bronze al Valor Militar - 2 d'octubre de 1917
 Medalla de Bronze al Valor Militar – 8 de juny de 1912
  Creu al Mèrit de Guerra (concessió per Valor Militar) – 19 de juny de 1920
  Creu al Mèrit de Guerra (3 concessions)
 Medalla commemorativa de la campanya a la Xina (1900-1901)
 Medalla commemorativa de la Guerra Italo-Turca (1911-1912)
 Medalla commemorativa de l'Expedició a Albània 1939
 Medalla commemorativa de la campanya d'Àfrica (1882-1935)
  Medalla commemorativa de les operacions militars a l'Àfrica Oriental Italiana 1935-36
 Medalla commemorativa de la guerra 1915-1918
 Medalla commemorativa de la Unitat d'Itàlia
 Medalla commemorativa italiana de la Victòria de 1918
 Promoció per mèrit de guerra (fins a oficial superior)
 Promoció per mèrit de guerra (fins a oficial superior) – 23 d'abril de 1941
 Creu de Cavaller de la Creu de Ferro (Alemanya) - 23 de gener de 1942

## Historial de promocions
soldat ras (1901–1903)
 sergent (1903–1910)
 subtinent (1910–1912)
 tinent (1912–1915)
 capità (1915–1918)
 major (1918–1918)
 tinent coronel (1918–1927)
 coronel (1927–1935)
 general de brigada (1935–1936)
 general de divisió (1936–1941)
 general de cos d'exèrcit (1941–1942)
 general (1942–1943)
 Mariscal d'Itàlia (1943–)